# Titas River
Titās River är ett vattendrag i Bangladesh.   Det ligger i provinsen Chittagong, i den centrala delen av landet, 40 km öster om huvudstaden Dhaka.
Trakten runt Titās River består till största delen av jordbruksmark. Runt Titās River är det mycket tätbefolkat, med 1 956 invånare per kvadratkilometer.